# Diocesi di San Isidro
La diocesi di San Isidro (in latino Dioecesis Sancti Isidori in Argentina) è una sede della Chiesa cattolica in Argentina suffraganea dell'arcidiocesi di Buenos Aires. Nel 2022 contava 1.224.000 battezzati su 1.289.000 abitanti. È retta dal vescovo Guillermo Caride.

## Territorio
La diocesi comprende 4 distretti (partidos) della provincia di Buenos Aires: San Fernando, San Isidro, Tigre e Vicente López, nonché una parte delle isole del Delta Bonaerense.
Sede vescovile è la città di San Isidro, dove si trova la cattedrale di Sant'Isidoro.
Il territorio si estende su 1.379 km² ed è suddiviso in 71 parrocchie.

## Storia
La diocesi è stata eretta l'11 febbraio 1957 con la bolla Quandoquidem adoranda di papa Pio XII, ricavandone il territorio dall'arcidiocesi di La Plata e dalla diocesi di San Nicolás de los Arroyos.
Il 2 maggio 1959 papa Giovanni XXIII con il breve Plantaria novella ha dichiarato sant'Isidoro l'Agricoltore patrono principale della diocesi.
Il 10 aprile 1961 e il 27 marzo 1976 ha ceduto porzioni del suo territorio a vantaggio dell'erezione rispettivamente delle diocesi di San Martín e di Zárate-Campana.

## Cronotassi dei vescovi
Si omettono i periodi di sede vacante non superiori ai 2 anni o non storicamente accertati.
- Antonio María Aguirre † (13 marzo 1957  - 13 maggio 1985 ritirato)
- Alcides Jorge Pedro Casaretto (13 maggio 1985 succeduto - 30 dicembre 2011 ritirato)
- Oscar Vicente Ojea Quintana (30 dicembre 2011 succeduto - 30 dicembre 2024 ritirato)
- Guillermo Caride, succeduto il 30 dicembre 2024

## Statistiche
La diocesi nel 2022 su una popolazione di 1.289.000 persone contava 1.224.000 battezzati, corrispondenti al 95,0% del totale.
| anno | popolazione | popolazione | popolazione | presbiteri | presbiteri | presbiteri | presbiteri                | diaconi | religiosi | religiosi | parrocchie |
| anno | battezzati  | totale      | %           | numero     | secolari   | regolari   | battezzati per presbitero | diaconi | uomini    | donne     | parrocchie |
| ---- | ----------- | ----------- | ----------- | ---------- | ---------- | ---------- | ------------------------- | ------- | --------- | --------- | ---------- |
| 1966 | 900.000     | 950.000     | 94,7        | 163        | 69         | 94         | 5.521                     |         | 140       | 412       | 37         |
| 1970 | 1.000.000   | 1.100.000   | 90,9        | 134        | 60         | 74         | 7.462                     |         | 109       | 429       | 40         |
| 1976 | 875.023     | 928.966     | 94,2        | 154        | 61         | 93         | 5.681                     |         | 137       | 400       | 43         |
| 1980 | 810.000     | 922.000     | 87,9        | 137        | 67         | 70         | 5.912                     | 1       | 109       | 350       | 39         |
| 1990 | 950.000     | 1.050.000   | 90,5        | 160        | 114        | 46         | 5.937                     | 4       | 82        | 300       | 60         |
| 1999 | 1.006.000   | 1.035.000   | 97,2        | 160        | 120        | 40         | 6.287                     | 15      | 73        | 300       | 63         |
| 2000 | 1.006.000   | 1.035.000   | 97,2        | 162        | 122        | 40         | 6.209                     | 18      | 75        | 300       | 63         |
| 2001 | 1.006.000   | 1.036.000   | 97,1        | 163        | 123        | 40         | 6.171                     | 18      | 75        | 250       | 63         |
| 2002 | 987.000     | 1.011.000   | 97,6        | 161        | 121        | 40         | 6.130                     | 20      | 59        | 230       | 63         |
| 2003 | 987.000     | 1.011.000   | 97,6        | 159        | 119        | 40         | 6.207                     | 23      | 59        | 300       | 63         |
| 2004 | 986.000     | 1.010.000   | 97,6        | 158        | 123        | 35         | 6.240                     | 22      | 54        | 220       | 63         |
| 2010 | 1.091.000   | 1.145.000   | 95,3        | 145        | 123        | 22         | 7.524                     | 33      | 41        | 100       | 66         |
| 2014 | 1.130.000   | 1.189.000   | 95,0        | 139        | 114        | 25         | 8.129                     | 40      | 43        | 150       | 70         |
| 2017 | 1.166.045   | 1.227.680   | 95,0        | 146        | 119        | 27         | 7.986                     | 42      | 61        | 160       | 71         |
| 2020 | 1.202.100   | 1.265.700   | 95,0        | 134        | 117        | 17         | 8.970                     | 54      | 32        | 130       | 67         |
| 2022 | 1.224.000   | 1.289.000   | 95,0        | 129        | 113        | 16         | 9.488                     | 50      | 30        | 130       | 71         |